# RQ-7 Shadow
De RQ-7 Shadow is een onbemand vliegtuigje (UAV) gebouwd door AAI Corporation en wordt gebruikt door de US Army ter ondersteuning van commandanten op de grond, en om hen beter te positioneren. Hij wordt gelanceerd vanaf een rail, en landt hetzelfde als vliegtuigen op een vliegdekschip, met een haak. Door middel van camera's, zowel gewone als infrarode, en een real-time verbinding, voorziet hij in accurate informatievoorziening naar de ground control station (GCS).

## Specificaties
- Bemanning: geen
- Capaciteit: 27 kg
- Lengte: 3,40 m
- Spanwijdte: 3,9 m
- Hoogte: 1 m
- Vleugeloppervlak:
- Leeggewicht:
- Beladen gewicht: 154 kg
- Max takeoff gewicht:
- Max snelheid: 200 km/h
- Bereik: 50 km met 1 GCS, en tot 125 km met een paar GCS
- Plafond: 4.600 m
- Motoren: